# Johann Baptist II. von Colloredo

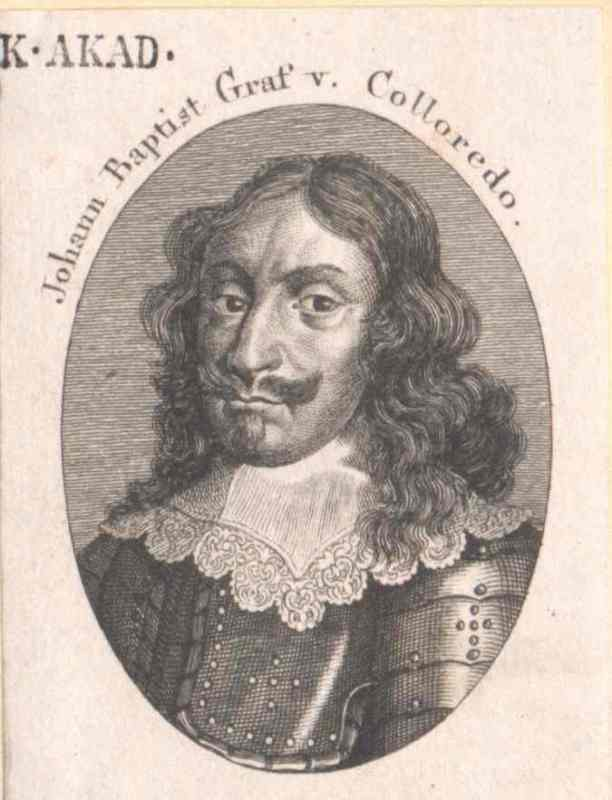
Johann Baptist II. Graf von Colloredo

Johann Baptist II. Graf von Colloredo (it. Giovanni Battista di Colloredo) (genannt der Venezianer) (* 1598; † Oktober 1649 in Iraklio) war ein hochrangiger Offizier in kaiserlichen und venezianischen Diensten.

## Leben
Er stammte aus dem italienischen Adelsgeschlecht Colloredo und war Sohn des Horatius (it. Orazio) Colloredo. Die Mutter war Claudia (geb. Gräfin Polcenico). Er selbst heiratete Maria Genovesa Gräfin von Thurn. Aus der Ehe gingen keine Kinder hervor.
Bereits mit sechzehn Jahren trat er auf Vermittlung seines Vetters Rudolf von Colloredo in den kaiserlichen Militärdienst ein. Durch seinen Vetter bekam er auch eine Hauptmannsstelle. Er stieg bis 1632 zum Oberst auf. Als solcher nahm er 1642 als Befehlshaber von 400 Reitern an der zweiten Schlacht bei Breitenfeld zwischen den Kaiserlichen unter Erzherzog Leopold Wilhelm und den Schweden unter Lennart Torstensson teil. In diesem für die Kaiserlichen verlorenen Gefecht zeichnete er sich besonders aus. Aus Dank trat ihm der Erzherzog sein Leibregiment ab. In der Folge war er an einer Reihe von Belagerungen und der Besetzung fester Plätze in Böhmen, Mähren und Österreich beteiligt. Er wurde zum General befördert.
Zur Verteidigung der Kolonie auf Kreta berief ihn die Republik Venedig zum Befehlshaber der Landtruppen im Range eines Feldmarschalls und Generalissimus. Er verteidigte die Stadt Candia, das heutige Iraklio, gegen die Osmanen. Bei der Besichtigung eines Außenpostens wurde er 1649 getötet.